# Prisma Media
Pour les articles homonymes, voir Prisma.
Prisma Media est une entreprise française de presse spécialisée fondée par Axel Ganz en 1978. Elle publie notamment les magazines Voici, Femme actuelle, Geo, Télé-Loisirs, et Capital, parmi 35 titres. Son siège se trouve à Gennevilliers, en région parisienne. Depuis avril 2021, c'est une filiale du groupe Vivendi, puis du conglomérat Louis Hachette Group, dont l'actionnaire majeur est Vincent Bolloré.

## Histoire

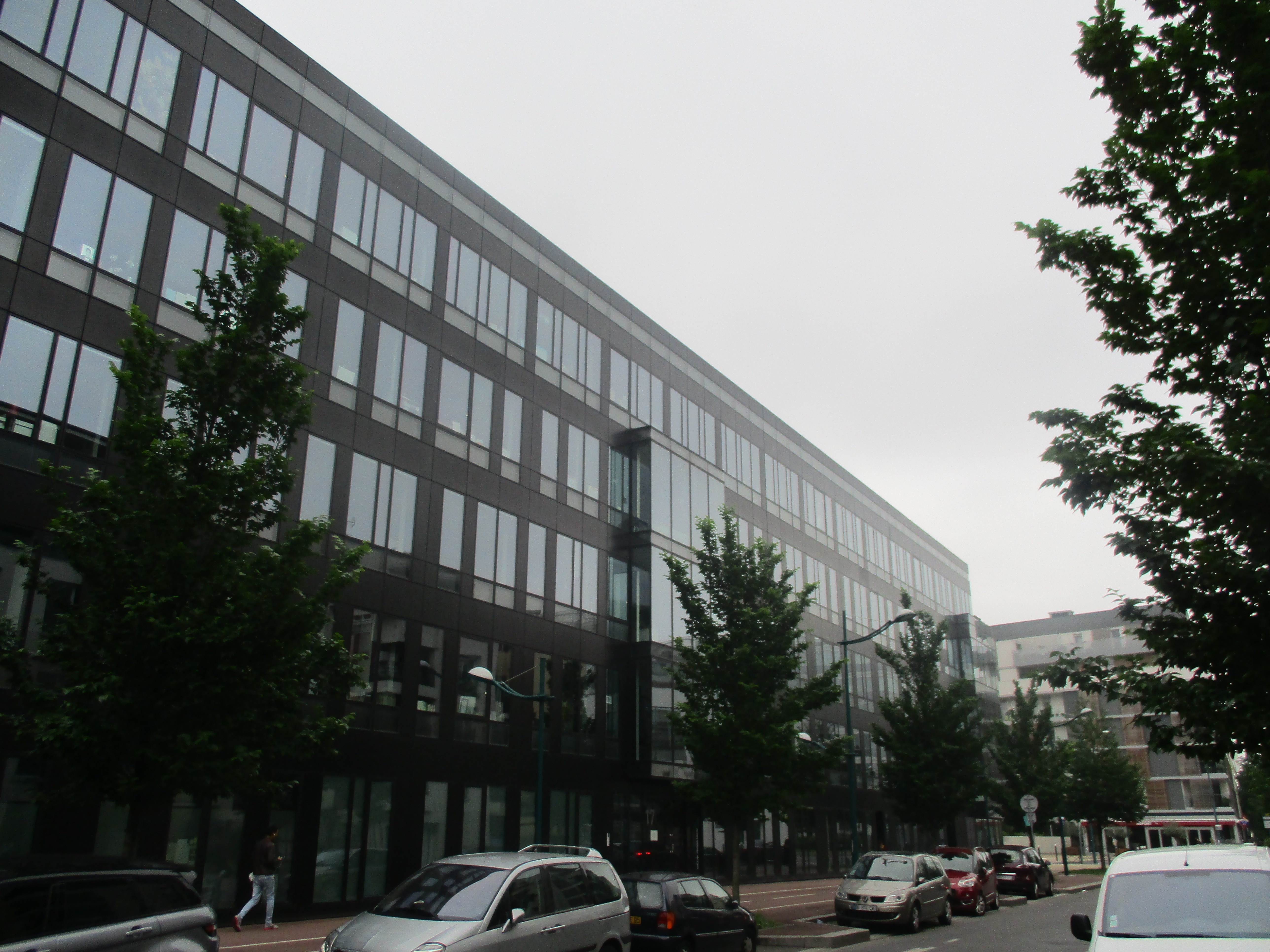
Siège de Prisma Media à Gennevilliers.

Prisma Média est fondé par l'Allemand Axel Ganz en 1978 sous le nom de Prisma Presse. L’entreprise est devenue Prisma Media en 2012. Le groupe est la filiale française du groupe allemand Gruner + Jahr, détenu lui-même par Bertelsmann jusqu’en avril 2021. Il est dirigé par Rolf Heinz du 1er octobre 2009 au 12 septembre 2021.
Début décembre 2020, Gruner + Jahr  entre en négociations exclusives avec Vivendi pour la cession de Prisma Media, leader de la presse magazine en France. Une information qui suscite de grandes inquiétudes au sein des rédactions des différents titres qui s'interrogent sur l'avenir de leur indépendance une fois intégrées au groupe Vivendi,.
Le 23 décembre 2020, Vivendi annonce la signature d'une promesse d'achat pour l'acquisition de la totalité du groupe,.
Le 29 avril 2021, l'Autorité de la concurrence valide le rachat du groupe de presse Prisma Media par Vivendi, qui aurait déboursé « entre 100 et 150 millions d'euros »,. De nombreux journalistes font valoir leur clause de cession et quittent les médias du groupe.
Claire Léost est présidente de Prisma Media depuis le 13 septembre 2021.
Directeur des magazines économiques (Capital et Management) depuis fin 2022, Emmanuel Kessler quitte le groupe en janvier 2024, remplacé par Elodie Mandel.
À l'automne 2024, un plan de départs est organisé par la direction via des ruptures conventionnelles collectives devant déboucher sur une trentaine de départs,.
En décembre 2024, création de Louis Hachette Group qui réunit les activités de Lagardère et Prisma Media et introduction en bourse sur Euronext Growth.
En janvier 2025, quelques mois après une première salve de départs volontaires négociés, Prisma média cherche à négocier un nouveau plan de départs pour 60 salariés afin d'atteindre davantage de rentabilité.
En avril 2025, Prisma Media est condamnée à stopper la parution d'un magazine télé lancé fin 2024, « Programmes Télé 15 Jours », car jugé trop proche d'un autre magazine de télévision, « Télé 15 Jours », édité par le groupe RL Mags. Le tribunal a jugé que Programme Télé 15 Jours était similaire à son concurrent et pouvait créer un risque de confusion chez le consommateur.
En mai 2025, Prisma Media annonce la suppression de 54 postes et de plusieurs marques du groupe dont National Geographic.
En juin 2025, la société des journalistes du magazine Capital annonce avoir voté une motion de défiance à l'encontre d'Elodie Mandel, directrice de la rédaction.

## Marques
En 1978, Axel Ganz s’installe à Paris et crée Prisma Presse pour lancer la version française de GEO en 1979. Ça m’intéresse, magazine grand public de découverte, est lancé en 1981. Vient ensuite Prima, premier magazine féminin du groupe, lancé en 1982. Il est suivi par Femme Actuelle, leader de la presse féminine en Europe.
En 1986, Prisma Media lance le premier magazine télé de France, Télé-Loisirs. Voici, le premier magazine people du groupe, est lancé en 1987. Le magazine Cuisine Actuelle est racheté la même année.
En 1991, Prisma Media lance le magazine économique Capital, qui devient le premier mensuel économique français. Les magazines Gala et Management sont lancés dans les années qui suivent.
En 1999, le groupe obtient la licence américaine National Geographic et déploie le magazine en France.
Les années 2000 marquent un tournant pour la presse télé en France. Prisma Media lance Télé 2 semaines, qui connaît un fort succès avec plus d’un million d’exemplaires vendus dès le premier numéro. TV Grandes Chaînes sort à la même période. Quelques années plus tard, les premières déclinaisons de marques voient le jour. Prima Maison et GEO Histoire sont lancés, premiers d’une longue série de numéros spéciaux et hors-séries.
En 2012, Prisma Presse devient officiellement Prisma Media et lance le magazine Neon, qui devient par la suite 100 % digital.
En 2014, Prisma Media décline l’édition française de Harvard Business Review, et lance en 2015 Serengo (devenu Bien dans ma vie en 2022) et Flow. La même année, Prisma Media acquiert le groupe Cerise, propriétaire des marques 100 % digitales Gentside et Oh! My Mag.
En 2018, Prisma Media lance Simone Media, puis rachète le magazine Télé Z en 2021. En 2022, le groupe reprend la licence de Dr.Good! et Dr.Good! C’est bon!, magazines santé présentés par Michel Cymes.
Le 23 février 2023, Prisma Media lance la version française du magazine littéraire américain Harper's Bazaar.
Prisma Media annonce l'acquisition des magazines Milk (lifestyle et décoration) en juillet 2023 et l'acquisition du pôle digital de M6 (dont Passeport Santé, Cuisine AZ, Météo City, Turbo.fr, Déco.fr ou encore Crocq-Kilos et Fourchette & Bikini) en septembre 2023.
En 2025, le groupe annonce que la licence de marque National Geographic va être stoppée.

## Audience
Selon les chiffres du groupe, Prisma a vendu près de 130 millions de magazines en 2023, ce qui représenterait un tiers des magazines vendus en France.
Plusieurs journalistes listés parmi "l'équipe éditoriale" de journaux du groupe sont des faux noms, qui ont la particularité de présenter des portraits provenant de banques d'images. Les journaux bénéficient aussi d'un réseau de pages Facebook qui relaient continuellement leurs articles, bien qu'elles n'aient en apparence aucun lien avec les médias du groupe. Ce réseau permet d'augmenter de manière importante l'audience des sites⁣ : Télé Loisirs a eu 187 millions de visites en février 2023, Voici 65 millions et Femme Actuelle 63 millions.